# أدريانا مارتن
أدريانا مارتن (بالإسبانية: Adriana Martín) هي نبالة إسبانية، ولدت في 17 أبريل 1997 في مدريد في إسبانيا.

## وصلات خارجية
- أدريانا مارتن على موقع الاتحاد الدولي للرماية بالسهام (الإنجليزية)
- أدريانا مارتن على موقع اللجنة الأولمبية الدولية (الإنجليزية)
- أدريانا مارتن على موقع أوليمبيديا (الإنجليزية)
- أدريانا مارتن على موقع اللجنة الأولمبية الإسبانية (الإسبانية)